# KazBuild

Logo

Die KazBuild ist eine Fachmesse für die internationale Baubranche. Sie findet seit 1994 jedes Jahr im Atakent Expo Exhibition Centre in Almaty statt. Sie ist die größte Baumesse Kasachstans. Das nächste Mal findet sie vom 2. März bis zum 5. März 2011 statt.

## Bereiche
Die Kazbuild gliedert sich in folgende vier Bereiche:
- Bauen
- Innenräume
- Wintec / Fenster, Türen und Fassaden
- Keramik und Stein

## Daten und Fakten
Unter den knapp 320 Ausstellern auf der KazBuild 2009 waren Unternehmen vorwiegend aus Asien und Europa vertreten. Dabei kamen 42 Prozent aus Kasachstan, 8,7 Prozent aus Italien, 8,4 Prozent aus Russland, 5,9 Prozent aus Südkorea und 5,4 Prozent aus Deutschland.
Die gesamte Ausstellungsfläche der KazBuild 2009 betrug 8.632 Quadratmeter. Es waren insgesamt 321 Aussteller und 21 ausstellende Staaten anwesend. Die Fachbesucheranzahl betrug 8.430, von denen 89 Prozent aus Kasachstan, sieben Prozent aus dem Ausland und vier Prozent aus den GUS-Staaten kamen.
| Jahr | Zeitraum             | Fachbesucher | Aussteller | Ausstellungsfläche in Quadratmetern | Quellen |
| ---- | -------------------- | ------------ | ---------- | ----------------------------------- | ------- |
| 2009 | 2. bis 5. September  | 8.430        | 321        | 8.632                               | [ 2 ]   |
| 2010 | 7. bis 10. September | 9.000        | 123        | 8.632                               | [ 3 ]   |